# Jokeren (Batman)
 Der er for få eller ingen kildehenvisninger i denne artikel, hvilket er et problem. Du kan hjælpe ved at angive troværdige kilder til de påstande, som fremføres i artiklen.

 For alternative betydninger, se Jokeren. (Se også artikler, som begynder med Jokeren)
Jokeren er en fiktiv superskurk fra Batman-tegneserier og film.
Han er en ond forbryder med hang til det teatralske. På en måde kan han kaldes Batmans onde modstykke og han betegnes også som Batmans ærkefjende. Jokeren er let genkendelig med sit klovneagtige hvide hoved, grønne hår og hysteriske latter.
I 2019 udkom hans første solofilm, Joker, der fungerer som en baggrundshistorie omkring Jokeren. I filmen er hans rigtige navn Arthur Fleck. Dog angives hans navn i filmen Batman Jack Napier. Dette navn er populært blandt fans og bliver også vidt brugt hos andre medier.

## Baggrund
Der findes mange forskellige historier om Jokerens baggrund, men ingen definitiv "baggrundshistorie" er blevet fastsat i tegneserierne, ligesom hans rigtige navn heller aldrig er blevet bekræftet. Han har løjet så tit om sin baggrund, at det ser ud til, at han selv er forvirret over hvad der egentlig skete med ham. Som han siger i albummet "The Killing Joke": "Nogle gange husker jeg det på én måde, andre gange på en anden... hvis jeg skal have en baggrund, fortrækker jeg at have meget at vælge imellem!".
En af de baggrunde, som er blevet mest refereret til, er den, der er vist i "The Killing Joke", hvor han er en tidligere arbejder på en kemisk fabrik, der siger op for at blive standupkomiker, hvilket han noget så grusomt fejler i. Desperat efter at kunne hjælpe sin gravide kone, Jeanne, siger han ja til at hjælpe to forbrydere ind på den kemiske fabrik, hvor han tidligere var ansat. I denne version af historien er Den Røde Hætte identiteten givet til den af personerne, der kender stedet indefra, hvilket betyder, at der sikkert har været flere om at bære den røde hætte. Det får manden med den røde hætte til at se ud til at være lederen, og vil gøre det lettere for de to forbrydere at flygte. Da de er i gang med at planlægge forbrydelsen, kontakter politiet ham og fortæller ham, at hans kone og ufødte barn begge er døde i en ulykke i hjemmet.
Da han pludselig bliver ramt af skyldfølelse, prøver han at bakke ud, men forbryderne tvinger ham til at gå videre med projektet. Da de ankommer til fabrikken, kommer sikkerhedsvagterne, og der opstår skyderi. De to forbrydere bliver slået ihjel, og da den tidligere ansatte forsøger at flygte, bliver han konfronteret med Batman, der er mødt op for at se hvad der foregår. I panik springer han over et hegn og falder ned i en stor balje med kemikalier. Da han kommer op igen, i et nærliggende vandrensningsanlæg, tager han den røde hætte af og ser sit eget spejlbillede. Han har fået kridhvid hud, rubinrøde læber og grønt hår. Dette, sammenlagt med de andre ulykker den dag, gør, at det hele ramler for medarbejderen, og han bliver til Jokeren.

### Forhold til Batman
Som Batmans ærkefjende, har Jokeren et meget stærkt forhold til Batman. Jokeren mener selv, at begge parter ikke kan klare sig uden hinanden, og han undlader derfor, at dræbe Batman. Når Jokeren begår kriminalitet, sørger han ofte for, at Batman ankommer, så de kan mødes ansigt til ansigt.

## Andre medier
I filmens verden er Jokeren tidligere blevet portrætteret af Cesar Romero, Jack Nicholson, Heath Ledger, Jared Leto og senest Joaquin Phoenix. Desuden optræder Cameron Monaghan, i tv-serien Gotham som flere karakterer med store ligheder til Jokeren, da serien ikke havde tilladelse til at bruge joker-karakteren.
I spillenes og i tegnefilmenes verden lægger Mark Hamill amerikansk stemme til Jokeren, mens Lars Thiesgaard giver Jokeren sin danske stemme.

## Priser
Skuespillere der har spillet Jokeren har ofte vundet priser for rollen. Både Heath Ledger  og Joaquin Phoenix  har vundet Oscars for rollen.